# جک وولفسکین
جک وولفسکین (انگلیسی: Jack Wolfskin) شرکت تجهیزات کمپینگ آلمانی است، که در سال ۱۹۸۱ توسط اولریخ داوسین تأسیس شد.